# 藤岡貴裕
藤岡 貴裕（ふじおか たかひろ、1989年7月17日 - ）は、群馬県北群馬郡子持村（現・渋川市）出身の元プロ野球選手（投手）。左投左打。

## 経歴

### 高校まで
長尾小学校2年生で長尾イースターズに所属し野球を始める。子持中学校在学中は野手としてプレー、2年時には一塁手として出場し秋の県大会ベスト8。
桐生第一高等学校進学後に投手に転向。入学当初は身体も小さく球速は120km/h程度だったが、走り込みと筋力トレーニングの成果が出始め、2年時の第88回全国高等学校野球選手権大会では外野手の控え選手で出場。初戦の佐賀商業戦に外野手として途中出場し2打席ノーヒット。次戦の東洋大姫路戦では出場の機会なしでチームは敗退。この時の東洋大姫路で登板したピッチャーが、のちに東洋大学で1学年先輩となる乾真大である。
翌年の第79回選抜高等学校野球大会は外野手兼控え投手（背番号9）として出場し、初戦で都城泉ヶ丘と対戦し敗退。9回で被安打6、奪三振数8、自責点2。3年時には球速140キロの直球を武器に県内屈指の左腕に成長、エースとして臨んだ夏の群馬大会は決勝戦で前橋商業高に敗れたものの、得意の直球で勝負を挑み、前橋商業の樺沢健主将（のち東京農業大学→トヨタ自動車）に勝ち越しの本塁打を打たれたことに対して「悔いはない」と答えている。

### 東洋大学時代
2008年に高校卒業後、東洋大学経営学部経営学科に進学し、同大学野球部所属。1年次の春から東都大学リーグ戦に出場。2009年秋から2010年春にかけて39回連続無失点を記録。3年次の2010年、開幕から3試合連続で完封勝利し6勝を挙げてチームの優勝に貢献。大会MVPを受賞。続く第59回全日本大学野球選手権大会でも2完投の活躍で優勝に貢献し、最高殊勲選手賞と最優秀投手賞を受賞した。秋も最優秀投手賞を受賞し第5回世界大学野球選手権日本代表に選出された（背番号17）。
2011年の4年次、鈴木大地が主将となり、藤岡自身は副将を務めた。春季リーグ戦では全11試合に登板（内、先発が7試合）し5勝を挙げ、2度目のMVPと最優秀投手賞を受賞。続く第60回全日本大学野球選手権記念大会では2回戦で大会タイ記録の1試合19奪三振を達成、決勝も延長10回を完投するなどの活躍を見せて東洋大の連覇に貢献し、2年連続のMVPを受賞した。7月に米国で開催された第38回日米大学野球選手権大会の大学日本代表に選出（背番号17）。第2戦で先発登板し、6回を被安打6、9奪三振。第5戦で2番手で登板、2回を被安打0、2奪三振。

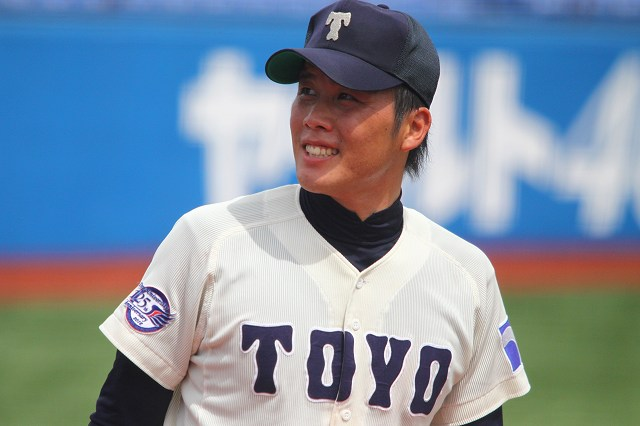
東洋大学時代（2011年）

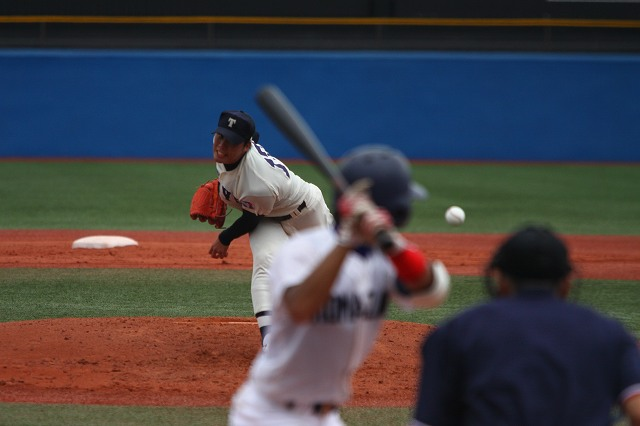
東都大学リーグで投球する藤岡（2011年）

同2011年の秋季リーグでは8試合に登板し、6勝1敗、防御率 0.93。同年10月11日、秋季リーグ第6週の対亜細亜大学戦で通算奪三振数300を記録して完投勝利を挙げ、また高橋昭雄東洋大監督のリーグ史上2人目となる通算500勝目を達成した。続く10月25日、最終週でリーグ新記録となる高橋監督の通算502勝目となる試合で完投勝利を挙げた。同2011年秋季リーグでベストナイン、敢闘賞、最優秀投手賞受賞。通算成績は東都大学リーグ戦で49試合に登板27勝9敗、奪三振数323、防御率1.31。全国大会で登板試合11試合、投球回数59、奪三振数74、防御率0.92。野村祐輔（明大）、菅野智之（東海大）とともに「大学ビッグ3」と呼ばれ注目される。大学同期に鈴木大地、小田裕也。1学年上に林崎遼、東都リーグ首位打者の木村篤史（のち東邦ガス監督）、1学年下に緒方凌介などがいた。
2011年のドラフト会議では千葉ロッテマリーンズ、横浜ベイスターズ、東北楽天ゴールデンイーグルスの3球団から1巡目指名を受ける。抽選の結果、ロッテが交渉権を獲得し、11月11日の午前11時11分11秒（2011年も含め12個の1並びとなる）に仮契約を結んだ。背番号は「18」。

### ロッテ時代
2012年の開幕は、同期入団投手の中後悠平、益田直也と共に一軍登録でのスタートとなる。新人選手が3人同時に一軍スタートとなるのは、2008年以来4年ぶり。

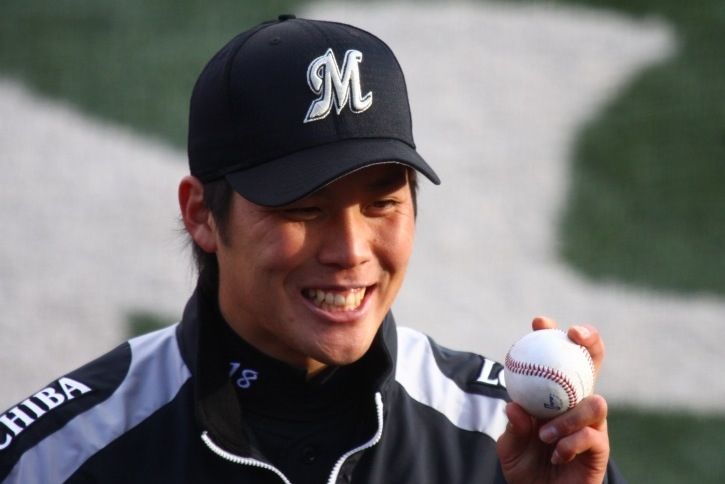
プロ初勝利のウイニングボールを手にする藤岡（2012年4月1日）

4月1日の東北楽天ゴールデンイーグルス戦（Kスタ宮城）でプロ入り初登板を果たす。150km/hを記録した直球と、内外に投げ分けたコントロール抜群のスライダー、球速差の大きいカーブを織り交ぜた投球内容で、7回2/3を投げ、打者29人に対し投球数128、被安打4、与四球2、失点2、奪三振6という内容で初勝利を挙げた。なお4回まで毎回となる6奪三振はすべて空振りで奪っている。この勝利でチームとしては1957年以来55年ぶりの開幕3連勝という記念試合になった。今期の12球団の新人投手としては、初勝利は一番乗り。試合後のヒーローインタビューで手にしたウイニングボールは「母親にあげます」と笑顔で語り、その後球場に観戦に来ていた両親へと手渡された。ロッテの新人投手の初先発初勝利は、2008年4月26日の福岡ソフトバンクホークス戦で唐川侑己が記録して以来4年ぶり、ドラフト制度以降ではチーム5人目となる。また開幕カードでの初先発初勝利は、1950年に榎原好（当時：毎日オリオンズ）が完投勝利を挙げて以来、球団史上2人目。
続く4月15日のソフトバンク戦（ヤフードーム）で先発し9回を10奪三振1失点の内容でプロ初完投勝利を挙げ2勝目、4月30日のソフトバンク戦（QVCマリン）で6回4安打3失点の内容で3勝目。新人が4月までに3勝を記録したのが、毎日時代の荒巻淳、榎原好、上野重雄、中西勝己に次いで球団史上56年ぶり5人目の快挙。この日は同期入団の投手中後悠平、益田直也と共に3人でお立ち台にあがり、本拠地球場で初のヒーローインタービューとなった。しかしその後は勝ち星も伸び悩み、二軍降格も経験するなどシーズンを通して6勝7敗という成績に終わった。
2013年は開幕から先発ローテーションに入るものの、調子が上がりきらず5月10日に登録抹消。一軍復帰後はロングリリーフでの起用が主となり、39試合に登板。前年に続き6勝に終わり、防御率、イニング数、被安打、四死球などが前年より劣った成績となった。
2014年は自己最多の投球イニングを投げたが、3年連続で6勝に終わり、リーグワーストの被本塁打19本を記録し、防御率も4点台と大きく成績を悪化させた。
2015年は開幕ローテーション入りし、4月1日の北海道日本ハムファイターズ戦に先発したが、2本の本塁打を打たれ5回4失点で敗戦投手となり二軍落ちとなった。その後二軍で調整を進め、5月2日に一軍昇格して日本ハム戦で先発したが今度はさらに内容を悪くし、3回8失点で敗戦投手となり、前日に続いて投手陣が崩壊したこともあり、怒り心頭の伊東勤監督からは「プロ野球の投手じゃない」と酷評され、再び二軍落ちとなった。6月に再昇格してからは中継ぎとして登板した。最終的にこの年は31試合に登板し、2勝2敗6ホールド、防御率3.79、中継ぎでの成績は防御率2.21の成績を残した。
2016年は6月に左肘の靭帯を損傷し、2か月離脱したが、中継ぎとして32試合に登板。プロ入り後初めて先発登板は0に終わったが、防御率は2点台を記録した。
2017年も中継ぎの1人として開幕ベンチ入りをしたが不調で二軍落ち。復帰後の4月25日の対楽天戦、4月28日の対西武戦と立て続けに1回を無失点に抑え復調しかけ、5月4日の対日本ハム戦でも5回に登板してこの年初めて走者を出さずに無失点に抑えたものの、次の回に6失点と炎上した。この試合以降も登録抹消と昇格を数回繰り返したが全試合で失点し、7月の頭に再び二軍に降格してからは一軍登板なしに終わり、入団以来初めて一軍未勝利に終わるなど自己ワーストの成績となった。
2018年は先発復帰を目指していたが開幕から一軍登板がなかった。

### 日本ハム時代
2018年7月26日に岡大海との交換トレードで北海道日本ハムファイターズに移籍。背番号は「56」。移籍後3年ぶりとなる一軍での先発登板を含む4試合に登板したが、勝利を挙げることができず2敗を喫した。
2019年は2試合の登板にとどまっていた。

### 巨人時代
2019年6月28日、吉川光夫、宇佐見真吾とのトレードで鍵谷陽平とともに読売ジャイアンツに移籍。背番号は「47」。これは令和における日本プロ野球 (NPB) 初のトレードによる移籍であった。しかし、移籍後は一軍登板なくシーズンを終えた。
2020年は12試合に起用され、防御率3.12ながら、WHIPは1.62と不安定な投球内容だった。10月28日のイースタン・リーグでの楽天戦で6回に黒川史陽の頭部に死球を当て危険球退場となった。11月2日、翌年の契約を結ばない旨が発表された。

### 引退後
戦力外通告後は現役続行を希望し12球団合同トライアウトに参加していたが、2021年1月5日に現役を引退し球団職員として球団に残ることが発表され、後日ジャイアンツアカデミーのコーチに就任したことが発表された。2023年3月にアカデミーコーチを退任し、同年からは巨人の打撃投手を務めている。

## 選手としての特徴

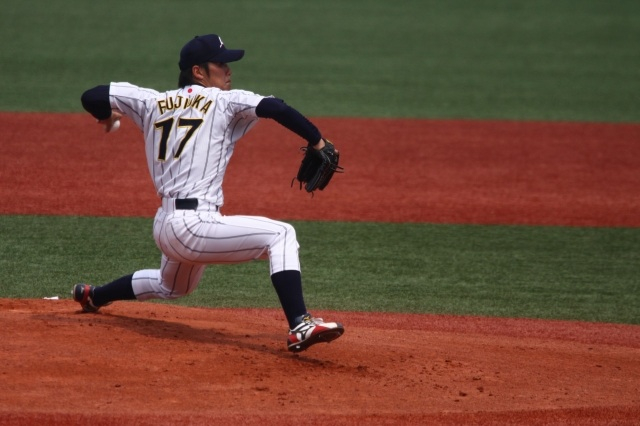
藤岡の投球フォーム（2010年、第五回世界大学野球にて）

スリークォーターから平均球速約139km/h、最速153km/h（プロ入り後の最速は150km/h）のストレートと縦横二種類のスライダー、カーブ、稀にフォークを投げ分ける。投球のほとんどがストレートかスライダーである。決め球であるスライダーを中心に奪三振能力は高いが、プロ入り前に高く評価されていた制球力はプロ入り後の通算与四球率3.59と精彩を欠く。また2014年度は被本塁打が規定未到達ながらリーグトップであった。2012年度シーズンのオフに、同僚の成瀬善久からチェンジアップを伝授されたが、実戦では一度も投げていない。
クイックやフィールディングに優れ、野手としても非凡な才能を持ち、学生時代は「バットコントロールには自信がある」と言っていた。50メートル6.2秒、遠投110メートルと身体能力が高く、高校時代には監督から「中堅手をやらせたらピカイチ」とも評された。
東洋大学野球部では、ウエイトトレーニング以上に主に走り込みと投球練習での身体作りが推奨されており、太もも周りは63センチという藤岡のがっしりと安定した下半身も、このトレーニングの成果といわれる。

## 人物

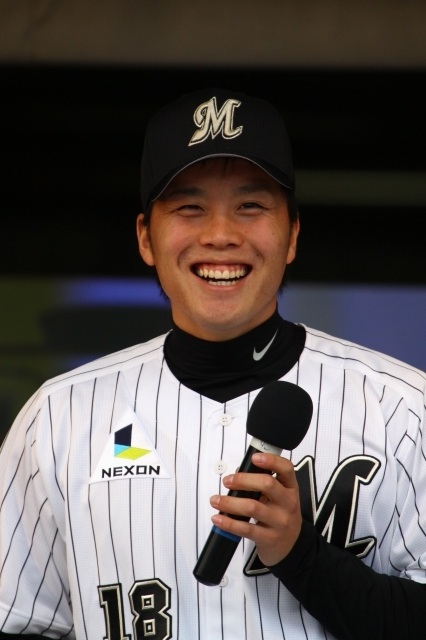
2012年1月2日、QVCマリンフィールドの初売りイベントにて

初のチームイベント参加となった2012年1月2日の新春初売りイベント（QVCマリンフィールド）でトークショーを担当し、同年の目標を「新人王」と書き初めをしファンに披露した。
日本プロ野球機構新人選手研修会恒例の「話し方、インタビューへの対応」講義において、模擬インタビューでの受け答えを講師役の元ニッポン放送アナウンサーの深澤弘から100点満点と評された。
さいたま市にあるロッテの新人寮へ入寮する際、1年前のドラフト1位伊志嶺翔大、2年前のドラフト1位荻野貴司が入った出世部屋に入ることが決まったが、活躍して早く退寮したいという想いから荷物は最低限のものだけしか持ってこなかったという。
また、入寮の際は大学ビッグ3と呼ばれた同期の野村祐輔、菅野智之と共に撮った一番の宝物としていた写真を、準備に焦って持って来るのを忘れ、沖縄県石垣島でのキャンプでは、キャンプ用にわざわざ用意した抱き枕を持ってくるのを忘れるという素顔のマイペースな一面をみせるエピソードが続いた。
自身の話題があがる日に、何故か必ず別の話題や出来事が起きたりするということを藤岡自身も語っており、ドラフト指名当日には巨人単独1位指名確実と言われた東海大学菅野智之が競合の末、日本ハムファイターズに1位指名されるという大きなサプライズが、正式契約の日には巨人の清武英利球団代表兼GM（当時）が渡邉恒雄球団会長を告発するという事件が、新人寮への入寮時には同期入団の中後悠平と益田直也が電車を乗り間違えて入寮に大遅刻をするというハプニングが発生、初のブルペン入りを果たした当日は、ダルビッシュ有がMLBレンジャースと正式契約となり、初の対外チームとの先発予定試合で、相手は巨人の澤村拓一と話題になるには充分な舞台が用意されたものの雨天中止、本拠地QVCマリンフィールドでのオープン戦初先発の日（2012年3月25日）には、AKB48の前田敦子がグループを卒業すると突然の発表を行ったというニュースがあり、話題をさらわれている。
2012年3月23日に行われた東洋大学の卒業式で、学長賞と創立125周年スポーツ報奨制度表彰を受けた。同校の同期で共に受賞した箱根駅伝で4年連続区間賞の柏原竜二とは式典で初対面となり、お互いの活躍を祈ってエールを送りあった。
両親も自身も血液型はAB型。大学時代の野球部同期に二重人格を疑われるほどマウンド上と日常の様子が違うというが、本人にはその自覚は無いらしい。
同期の中後悠平、益田直也とプライベートでも仲が良く、自前のRV車で移動していた。代々プロ野球でルーキーは一年通してシーズンの過ごし方を体験していないから試合に集中させるためルーキーは球場から宿泊先、寮までバス移動が基本で車移動の容認は異例の待遇だと言う。
2013年1月14日、同年1月8日に一般女性と結婚したことを発表した。

## 詳細情報

### 年度別投手成績
| 年 度     | 球 団     | 登 板 | 先 発 | 完 投 | 完 封 | 無 四 球 | 勝 利 | 敗 戦 | セ 丨 ブ | ホ 丨 ル ド | 勝 率 | 打 者 | 投 球 回 | 被 安 打 | 被 本 塁 打 | 与 四 球 | 敬 遠 | 与 死 球 | 奪 三 振 | 暴 投 | ボ 丨 ク | 失 点 | 自 責 点 | 防 御 率 | W H I P |
| --------- | --------- | ----- | ----- | ----- | ----- | -------- | ----- | ----- | -------- | ----------- | ----- | ----- | -------- | -------- | ----------- | -------- | ----- | -------- | -------- | ----- | -------- | ----- | -------- | -------- | ------- |
| 2012      | ロッテ    | 21    | 21    | 1     | 0     | 0        | 6     | 7     | 0        | 0           | .462  | 508   | 115.1    | 113      | 9           | 51       | 1     | 4        | 83       | 2     | 0        | 48    | 43       | 3.36     | 1.42    |
| 2013      | ロッテ    | 39    | 11    | 0     | 0     | 0        | 6     | 10    | 0        | 3           | .375  | 509   | 118.1    | 116      | 9           | 46       | 1     | 6        | 76       | 1     | 0        | 54    | 52       | 3.95     | 1.37    |
| 2014      | ロッテ    | 27    | 21    | 1     | 0     | 0        | 6     | 10    | 0        | 1           | .375  | 584   | 132.2    | 142      | 19          | 51       | 3     | 4        | 97       | 6     | 2        | 71    | 66       | 4.48     | 1.45    |
| 2015      | ロッテ    | 31    | 3     | 0     | 0     | 0        | 2     | 2     | 0        | 6           | .500  | 234   | 54.2     | 51       | 4           | 20       | 2     | 4        | 52       | 4     | 0        | 25    | 23       | 3.79     | 1.30    |
| 2016      | ロッテ    | 32    | 0     | 0     | 0     | 0        | 1     | 1     | 0        | 6           | .500  | 179   | 42.1     | 35       | 6           | 17       | 0     | 1        | 32       | 1     | 0        | 18    | 12       | 2.55     | 1.23    |
| 2017      | ロッテ    | 10    | 0     | 0     | 0     | 0        | 0     | 0     | 0        | 0           | ----  | 53    | 8.2      | 14       | 2           | 12       | 0     | 1        | 5        | 0     | 0        | 16    | 16       | 16.62    | 3.00    |
| 2018      | 日本ハム  | 4     | 1     | 0     | 0     | 0        | 0     | 2     | 0        | 0           | .000  | 45    | 9.2      | 12       | 0           | 8        | 1     | 0        | 6        | 1     | 0        | 7     | 7        | 6.52     | 2.07    |
| 2019      | 日本ハム  | 2     | 0     | 0     | 0     | 0        | 0     | 0     | 0        | 0           | ----  | 17    | 3.0      | 4        | 0           | 5        | 0     | 0        | 2        | 0     | 0        | 5     | 5        | 15.00    | 3.00    |
| 2020      | 巨人      | 12    | 0     | 0     | 0     | 0        | 0     | 0     | 0        | 0           | ----  | 39    | 8.2      | 7        | 1           | 6        | 1     | 1        | 6        | 1     | 0        | 3     | 3        | 3.12     | 1.50    |
| 通算：9年 | 通算：9年 | 178   | 57    | 2     | 0     | 0        | 21    | 32    | 0        | 16          | .396  | 2168  | 493.1    | 494      | 50          | 216      | 9     | 21       | 359      | 16    | 2        | 247   | 227      | 4.14     | 1.44    |

- 各年度の太字はリーグ最高

### 年度別守備成績
| 年 度 | 球 団    | 投手  | 投手  | 投手  | 投手  | 投手  | 投手     |
| 年 度 | 球 団    | 試 合 | 刺 殺 | 補 殺 | 失 策 | 併 殺 | 守 備 率 |
| ----- | -------- | ----- | ----- | ----- | ----- | ----- | -------- |
| 2012  | ロッテ   | 21    | 6     | 25    | 0     | 0     | 1.000    |
| 2013  | ロッテ   | 39    | 7     | 14    | 0     | 3     | 1.000    |
| 2014  | ロッテ   | 27    | 7     | 26    | 1     | 0     | .971     |
| 2015  | ロッテ   | 31    | 3     | 10    | 0     | 0     | 1.000    |
| 2016  | ロッテ   | 32    | 2     | 13    | 1     | 1     | .938     |
| 2017  | ロッテ   | 10    | 0     | 3     | 0     | 0     | 1.000    |
| 2018  | 日本ハム | 4     | 0     | 2     | 0     | 0     | 1.000    |
| 2019  | 日本ハム | 2     | 0     | 0     | 0     | 0     | ----     |
| 2020  | 巨人     | 12    | 0     | 2     | 0     | 0     | 1.000    |
| 通算  | 通算     | 178   | 25    | 95    | 2     | 4     | .984     |

### 記録
投手記録
- 初登板・初先発・初勝利：2012年4月1日、対東北楽天ゴールデンイーグルス3回戦（日本製紙クリネックススタジアム宮城）、7回2/3を2失点
- 初奪三振：同上、1回裏に銀次から空振り三振
- 初完投勝利：2012年4月15日、対福岡ソフトバンクホークス3回戦（福岡Yahoo! JAPANドーム）、9回1失点10奪三振
- 初ホールド：2013年5月29日、対中日ドラゴンズ2回戦（ナゴヤドーム）、6回裏に2番手で救援登板、1回無失点

打撃記録
- 初安打・初打点：2012年6月8日、対東京ヤクルトスワローズ3回戦（明治神宮野球場）、2回表に赤川克紀から中前適時打

### 背番号
- 18（2012年 - 2018年7月26日）
- 56（2018年7月27日 - 2019年6月27日）
- 47（2019年6月28日 - 2020年）
- 209（2023年 - ）

### 登場曲
- 『Love On Top』Beyonce（2012年）
- 『Just Stand Up!』Artists Stand Up To Cancer（2012年8月26日 - 2016年、2020年 - ）
- 『Empire State of Mind (partII) Broken down』Alicia Keys（2014年のみ）※打席曲
- 『君とつくる未来』ケツメイシ（2017年 - 2019年途中）